# 日本中学校体育連盟
公益財団法人日本中学校体育連盟（こうえきざいだんほうじんにっぽんちゅうがっこうたいいくれんめい）は、日本の中学スポーツを統括する財団法人である。略称は中体連（ちゅうたいれん）。英語表記はNippon Junior High School Physical Culture Association (NJPA)。運動部の発展と中学生の心身の健全な発達、人間関係の生成を目的としている。
1955年に全国中学校体育連盟として、中学校での保健体育の授業と教育活動のための運動部活動をベースに発足した。1989年2月に財団法人日本中学校体育連盟として設立認可。2011年3月に公益財団法人として認定され、同年4月より、現在の名称となる。